# Premio Internacional Afundación de Periodismo Julio Camba

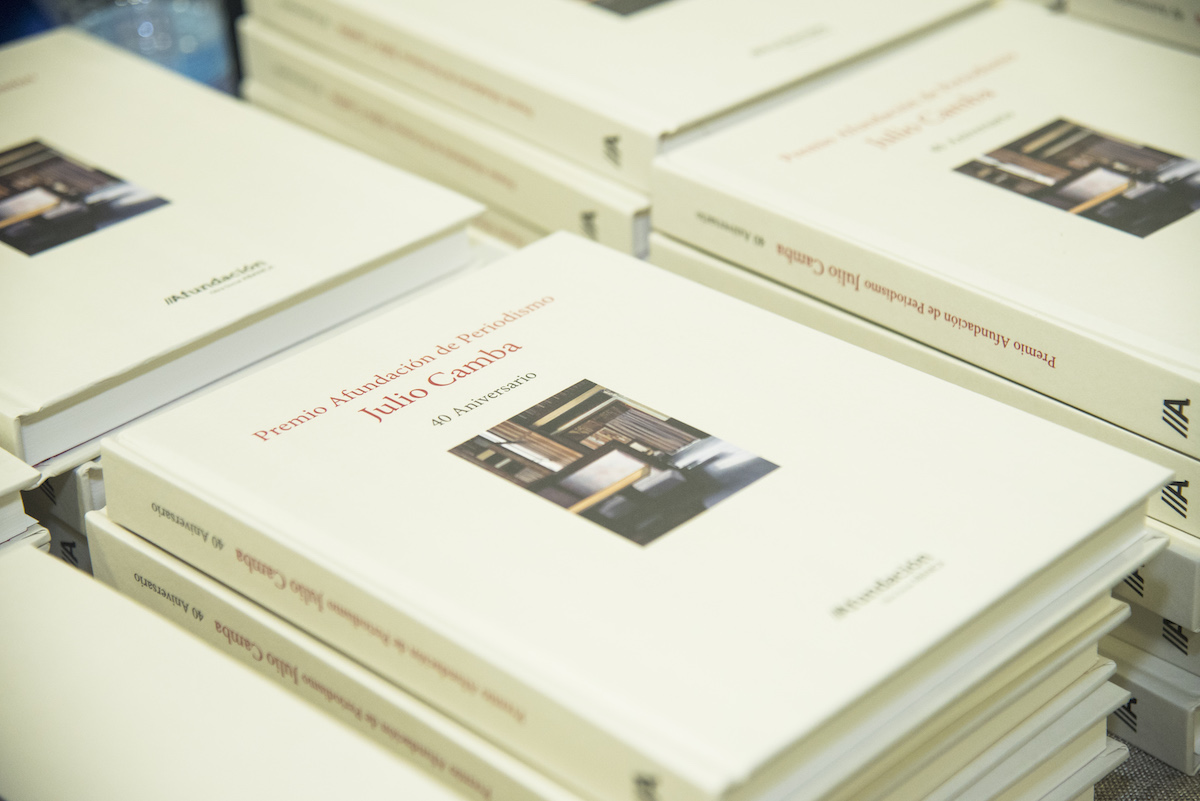
Volumen editado en 2021 que recopila los artículos premiados con el Premio desde 1980.

El Premio Internacional Afundación de Periodismo Julio Camba distingue anualmente desde 1979 los artículos de periodismo literario o de opinión publicados en una cabecera reconocida, impresa o digital, a lo largo del año anterior. La extensión máxima debe ser de dos páginas y no han podido ser reconocidos en ningún otro concurso anterior.

## Historia
Fue creado por la antigua Caja de Ahorros Provincial de Pontevedra. Hasta 2003 premió artículos en lengua castellana y lengua gallega, pero en 2004 se creó el Premio de Xornalismo Francisco Fernández del Riego para textos en gallego, centrándose el Premio Julio Camba en textos en castellano.
De alcance internacional, los textos concurrentes a este premio son evaluados por un jurado que cada año se modifica para incluir a premiados de ediciones anteriores entre sus integrantes. Tras una selección de tres finalistas, se procede, a continuación, a escoger el texto ganador. 
El Premio Internacional Afundación de Periodismo Julio Camba cuenta con una dotación de 10 000 euros. Entre la extensa nómina de profesionales reconocidos en este certamen, se encuentran grandes nombres de las letras en español, cuyos artículos premiados fueron recopilados en una publicación, de tirada limitada, que la Obra Social de ABANCA editó, en el año 2019, para conmemorar el cuadragésimo aniversario del Premio Internacional Afundación de Periodismo Julio Camba.
En 2023, al jurado del galardón se sumaron por primera vez dos voces latinoamericanas. Afundación anunció la incorporación del escritor nicaragüense Sergio Ramírez y del director de la Fundación Gabo, el colombiano Jaime Abello Banfi.

## Lista de premiadas y premiados desde la primera edición en 1980
1980 - Gonzalo Fernández de la Mora (ABC)
1981 - Luciano del Río Besada (Faro de Vigo)
1982 - Carlos García Bayón (La Voz de Galicia)
1983 - Alfredo Conde (La Voz de Galicia)
1984 - Bernardo Víctor Carande (Hoy)
1985 - Antonio Odriozola (Faro de Vigo)
1986 - Raimundo García Domínguez (La Voz de Galicia)
1987 - Adolfo Prego (ABC)
1988 - José Montero Alonso (Revista Santander)
1989 - Rafael Landín Carrasco (Diario de Pontevedra)
1990 - Julio Sierra (El Independiente)
1991 - Xesús Ferro Ruibal (La Voz de Galicia)
1992 - Arturo Lezcano Fernández (La Voz de Galicia)
1993 - Santiago Castelo (ABC)
1994 - Torcuato Luca de Tena (ABC)
1995 - Carlos Casares (La Voz de Galicia)
1996 - Miguel Ángel Cuadrado (El País)
1997 - Juan Manuel de Prada Blanco (ABC)
1998 - Diego Bernal López (El Correo Gallego)
1999 - Alfonso Eire López (A Nosa Terra)
2000 - César Casal González (La Voz de Galicia)
2001 - Miguel Suárez Abel (El Correo Gallego)
2002 - Manuel Rivas Barros (La Voz de Galicia)
2003 - Manuel Jabois Sueiro (Diario de Pontevedra)
2004 - Marino Gómez Santos (Diario de León)
2005 - Eugenio Fuente (ABC)
2006 - Fernando Savater (El País)
2007 - Felipe Benítez Reyes (Dominical)
2008 - Andrés Trapiello (La Vanguardia)
2009 - Pedro Ugarte Tamayo (El País)
2010 - Ángela Vallvey Arévalo (La Razón)
2011 - Ramón Pernas López (La Voz de Galicia)
2012 - José Otero Lastres (La Voz de Galicia)
2013 - Ángeles Caso (Magazine)
2014 - Luis Ventoso (ABC-La Tercera)
2015 - Ignacio Camacho (ABC)
2016 - Ramón Loureiro Calvo (La Voz de Galicia)
2017 - Miguel Anxo Murado (La Voz de Galicia)
2018 - Ricardo Fernández Colmenero (El Mundo)
2019 - Cristina Sánchez-Andrade (La Voz de Galicia)
2020 - Luis Pousa (La Voz de Galicia)
2021 - Bibiana Candia Becerra (Letras Libres)
2022 - Manuel de Lorenzo Paradela (El Progreso)
2023 - María Sánchez (La Vanguardia)
2024 - Alberto Olmos (El Confidencial)